# Tilt Ya Head Back
Tilt Ya Head Back is een single van de rapper Nelly met popzangeres Christina Aguilera, uitgebracht in 2004, van Nelly's album Sweat.

## Informatie
"Tilt Ya Head Back" is geschreven door Nelly, Dorian Moore, Tegemold Newton en Curtis Mayfield. Het is geproduceerd door Doe Mo' Beats voor Mo' Beats/Derrty Entertainment. Het nummer bevat een sample van het nummer "Superfly" door Curtis Mayfield.
In eerdere fases van het nummer hadden Nelly en zijn platenmaatschappij eraan gedacht om Janet Jackson of Britney Spears in te zetten als zangeres in het nummer. Janet wilde echter liever uit de spotlights na een fiasco en Britney Spears' platenmaatschappij liet weten dat de song te urban was voor haar. Uiteindelijk was het Britney Spears' rivale in de media, Christina Aguilera, die het nummer wilde inzingen.

## Succes in de hitlijsten
"Tilt Ya Head Back" flopte genadeloos in de Verenigde Staten: het haalde niet de top 50, zelfs niet de Billboard Hot 100 of de Hot 100 Airplay. Ditzelfde gebeurde ook met Aguilera's vorige single daar, de cover van Car Wash met Missy Elliott. Dit kan gezien worden als Christina's derde geflopte single, en Nelly's vierde.
De verwachting was dat het nummer een grote hit voor Nelly en Christina zou worden en werd zeer gunstig beoordeeld door de recensenten. Een ander nummer van Nelly, een duet samen met Tim McGraw getiteld "Over & Over" werd wel een hit en overschaduwde de verschijning van "Tilt Ya Head Back". Dit zorgde ervoor dat de stekker er al snel werd uitgetrokken in de VS.
Hoewel geen succes in de VS, werd het nummer toch nog een top 5-hit in het Verenigd Koninkrijk, Australië en Nieuw-Zeeland. In Nederland haalde het de 16e plaats in de Top 40.

## Hitlijsten
"Tilt Ya Head Back" kwam binnen op nummer 75 in de Billboard Hot 100

"Tilt Ya Head Back" bleef slechts 6 weken in the Billboard Hot 100
| Tilt Ya Head Back in de Nederlandse Top 40 | Tilt Ya Head Back in de Nederlandse Top 40 | Tilt Ya Head Back in de Nederlandse Top 40 | Tilt Ya Head Back in de Nederlandse Top 40 | Tilt Ya Head Back in de Nederlandse Top 40 | Tilt Ya Head Back in de Nederlandse Top 40 | Tilt Ya Head Back in de Nederlandse Top 40 |
| Week                                       | 1                                          | 2                                          | 3                                          | 4                                          | 5                                          | 6                                          |
| ------------------------------------------ | ------------------------------------------ | ------------------------------------------ | ------------------------------------------ | ------------------------------------------ | ------------------------------------------ | ------------------------------------------ |
| Positie                                    | 19                                         | 16                                         | 17                                         | 25                                         | 35                                         | uit                                        |

| Jaar | Single              | Hitlijst                           | Positie |
| ---- | ------------------- | ---------------------------------- | ------- |
| 2004 | "Tilt Ya Head Back" | U.S. Billboard Hot 100             | #58     |
| 2004 | "Tilt Ya Head Back" | U.S. Billboard Hot 100 Airplay     | #59     |
| 2004 | "Tilt Ya Head Back" | U.S. Top 40 Tracks                 | #28     |
| 2004 | "Tilt Ya Head Back" | U.S. Top 40 Mainstream             | #26     |
| 2004 | "Tilt Ya Head Back" | U.S. Rhythmic Top 40               | #38     |
| 2004 | "Tilt Ya Head Back" | World Chart Show                   | #28     |
| 2004 | "Tilt Ya Head Back" | UK Top 40 Singles                  | #5      |
| 2004 | "Tilt Ya Head Back" | Canadese Billboard Hot 100 Singles | #27     |
| 2004 | "Tilt Ya Head Back" | Nederlandse Top 40                 | #16     |
| 2004 | "Tilt Ya Head Back" | 'Tokio Hot 100'                    | #30     |
| 2004 | "Tilt Ya Head Back" | Jam FM Charts                      | #3      |
| 2004 | "Tilt Ya Head Back" | Australië Top 50 Singles           | #5      |
| 2004 | "Tilt Ya Head Back" | Zwitserland Top 100 Singles        | #16     |
| 2004 | "Tilt Ya Head Back" | Ierland Top 50 Singles             | #12     |
| 2004 | "Tilt Ya Head Back" | Duitsland Top 100 Singles          | #27     |
| 2004 | "Tilt Ya Head Back" | Indonesische hitlijst              | #44     |
| 2004 | "Tilt Ya Head Back" | Oostenrijk Top 75 Singles          | #42     |
| 2004 | "Tilt Ya Head Back" | Nieuw-Zeeland Top 50 Singles       | #4      |

Studioalbums: Christina Aguilera · Stripped · Back to Basics · Bionic

Andere albums: Mi Reflejo · My kind of Christmas · Just Be Free · Keeps Gettin' Better: A Decade of Hits

Singles (in Nederland): "Genie in a Bottle" · "What a Girl Wants" · "I Turn to You" · "Come On Over Baby (All I Want Is You)" · "Nobody Wants to Be Lonely" · "Lady Marmalade" · "Dirrty" · "Beautiful" · "Fighter" · "Can't Hold Us Down" · "The Voice Within" · "Car Wash" · "Tilt Ya Head Back" · "Ain't No Other Man" · "Hurt" · "Tell Me" · "Candyman" · "Oh Mother" · "Keeps Gettin' Better"

Zie ook: Discografie · RCA Records